# Martin Albrecht
Martin Albrecht (ur. 26 grudnia 1893 w Ohra (ob. część Gdańska), zm. 30 sierpnia 1952 w Dortmundzie) – polityk niemiecki okresu nazistowskich Niemiec, deputowany do Reichstagu, w latach 1933–1943 nadburmistrz Frankfurtu nad Odrą.

## Życiorys
Wykształcił się w zawodzie przedsiębiorcy ubezpieczeniowego. Jako ochotnik walczył w I wojnie światowej.
Wstąpił do NSDAP i od 1930 był szefem struktur powiatowych (Kreisleiter) we Frankfurcie nad Odrą, zaś od 1931 – Gaubetriebszellenleiter Brandenburgii. W 1932 z listy NSDAP w okręgu wyborczym Frankfurt (Oder) został wybrany na deputowanego do Reichstagu Republiki Weimarskiej.
W 1933 został nadburmistrzem Frankfurtu nad Odrą i pełnił to stanowisko przez 10 lat.